# Barão do Pilar
 (octobre 2022).
Pour les articles homonymes, voir Barao.
Baron do Pilar est un titre noble brésilien créé par Pierre II (empereur du Brésil), par décret du 16 mai 1851, en faveur de José Pedro da Motta Sayão et Baron avec grandeur le 2 décembre 1852,.
Son épouse, Maria José de Araújo , a reçu le titre de Baronne de Pilar.
|  |